# Campylandra chinensis
Campylandra chinensis là một loài thực vật có hoa trong họ Măng tây. Loài này được (Baker) M.N.Tamura, S.Yun Liang & Turland mô tả khoa học đầu tiên năm 2000.

## Hình ảnh

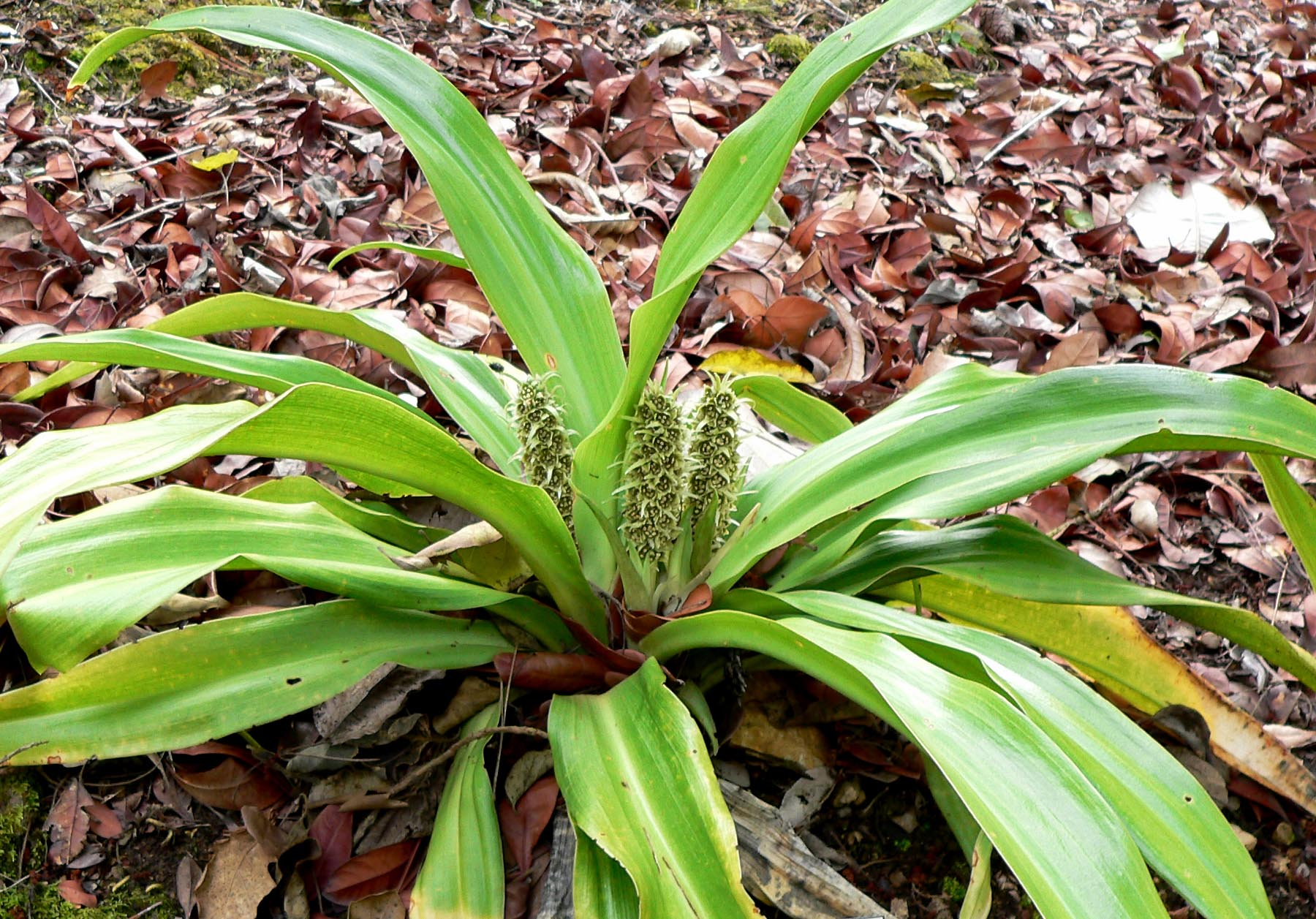